# Callidula petavius
Callidula petavius (Stoll, 1781) è un lepidottero diurno appartenente alla famiglia Callidulidae, endemico dell'isola di Ambon e delle Molucche meridionali (Indonesia).

## Descrizione

### Adulto

#### Capo
Il capo presenta dei "ciuffi" di scaglie piliformi. Gli occhi rivelano la presenza di minutissime setole interommatidiali; gli ocelli sono presenti ma ridotti; i chaetosemata sono ben sviluppati, con piccole scaglie inframmezzate alle setole sensoriali.
Nell'apparato boccale, i lobi piliferi sono presenti, come pure la spirotromba, quest'ultima ben sviluppata e priva di scaglie. I palpi mascellari sono ridotti. I palpi labiali sono trisegmentati e terminano con un organo di vom Rath ben definito.
Le antenne sono filiformi e lievemente clavate; i sensilli tricoidei sono di lunghezza ridotta.

#### Torace
Il processo ventrale della tegula risulta alquanto corto; gli anepisterni del mesotorace sono ben sviluppati. Il metascuto è diviso in due sezioni.
Nelle zampe, le tibie sono munite di spine; l'epifisi è presente e la formula degli speroni tibiali è 0-2-4, con gli speroni metatibiali intermedi più corti di quelli apicali; nei protarsi, il IV tarsomero è munito sulla superficie ventrale di una coppia di robuste spine apicali, mentre il distitarso ne è privo; l'arolio è ben sviluppato e i pulvilli sono divisi; le unghie sono semplici, prive di dentellatura.
Nel maschio manca un retinaculum sulla subcosta, mentre il frenulum è presente in entrambi i sessi.
Nell'ala anteriore, R è libera; Rs2 ed Rs3 sono unite, mentre Rs4 è libera; M e CuA sono anch'esse libere, con M2 posizionata nettamente più vicina a M3 che a M1; la nervatura radio-mediale (r-m) è lunga e sottile; CuP è sostituita da una piega; la cellula discale è aperta tra M1 ed M2; 1A+2A è priva di biforcazione alla base.
Sulla pagina superiore dell'ala anteriore, la colorazione di fondo è un brunastro molto carico, alquanto uniforme, interrotto da una larga fascia obliqua di colore giallo-ocra, che dal terzo centrale della costa raggiunge la metà posteriore del termen; ventralmente l'ala appare arancione, con la stessa fascia gialla visibile dorsalmente, che qui appare più ristretta a livello della costa; l'ala è punteggiata qui e là di scaglie nere e di piccole macchie discoidali bluastre. L'ala posteriore riprende su entrambe le superfici le colorazioni di fondo dell'anteriore, ma sulla pagina ventrale la tonalità si stinge ulteriormente in prossimità del termen e del margine anale.

#### Addome
Nell'addome non sono presenti organi timpanici; i bordi laterali del I tergite sono connessi anteriormente al II sternite attraverso uno sclerite tergosternale completo; i tergiti III-VI sono allargati; nel maschio, l'VIII sternite è ridotto a un paio di bastoncelli.
Nell'apparato genitale maschile; le valve sono unite ventralmente rispetto alla juxta; non si osserva uno gnathos completo, mentre l'uncus appare ristretto nella parte distale, quasi a formare una sorta di uncino; l'edeago presenta un coecum penis.
Nel genitale femminile, l'ostium bursae è situato proprio in prossimità del margine anteriore arcuato dell'VIII sternite; le apofisi sono alquanto pronunciate; l'ovopositore appare appiattito e quadrilobato.

### Uovo
L'uovo è ellittico e lievemente appiattito.

### Larva
Sul corpo della larva le setole primarie sono ben distribuite, ma quelle secondarie sono assenti.
Il capo è ipognato.
Nel torace, lo scudo dorsale (pronoto) è ampio, con cinque paia di setole; nel protorace, le setole laterali L sono due, mentre soltanto una setola subdorsale (SD2) è presente.
Ad ogni lato del primo segmento addominale si nota una ghiandola posta al di sotto della setola L2. Nei segmenti A1-A7 le due setole L sono distanziate una dall'altra, mentre appaiono ravvicinate in A8.
Cinque paia di corte pseudozampe sono presenti sui segmenti A3-A6 e A10, con uncini disposti a cerchio, in doppio ordine.

### Pupa
La pupa è obtecta, con i segmenti A8-A10 fusi tra loro.
Nel torace, i profemori non sono esposti, mentre il secondo paio di zampe si spinge caudalmente più avanti delle antenne.
L'addome presenta solo due segmenti mobili; sui segmenti A2-A4 si osservano dei calli ambulacrali.
Il cremaster è costituito da una diecina di robuste setole ricurve.

## Biologia
Gli adulti volano durante il giorno nel sottobosco.

### Alimentazione
Non si conoscono le piante nutrici per questa specie sebbene si ritenga in generale che le larve delle Callidulinae siano strettamente pteridofaghe, ossia si alimentino esclusivamente di foglie di felce.

### Parassitoidismo
Non sono stati riportati fenomeni di parassitoidismo ai danni di queste larve.

## Distribuzione e habitat
Il taxon è endemico dell'Indonesia, e più in particolare dell'isola di Ambon e delle Molucche meridionali.
L'habitat è rappresentato dal sottobosco della foresta pluviale.

## Tassonomia
Callidula petavius (Stoll, 1781) - in Cramer, Uitl. Kapellen 4 (29-31): 145, tav. 365, figg. C, D - locus typicus: Ambon (Indonesia).

### Sottospecie
Non sono state individuate sottospecie.

### Sinonimi
Sono stati riportati i seguenti sinonimi:
- Papilio petavius Stoll, 1781[1]
- Petavia petavius (Stoll, 1781)[1]

## Conservazione
Questa specie non è stata inserita nella Lista rossa IUCN.

### Testi
- (EN) Barlow, H. S., An Introduction to the Moths of South East Asia, d'Abrera, B., Kuala Lumpur and Faringdon, U.K., The Malayan Nature Society and E.W. Classey, 1982,  pp. x+305; 50 pls, ISBN 9780860960188, OCLC 252308130.
- (EN) Capinera, J. L. (Ed.), Encyclopedia of Entomology, 4 voll., 2nd Ed., Dordrecht, Springer Science+Business Media B.V., 2008,  pp. lxiii + 4346, ISBN 978-1-4020-6242-1, LCCN 2008930112, OCLC 837039413.
- (EN) Chapman, R. F., The insects: structure and function, 4ª edizione, Cambridge, Cambridge University Press, 1998,  pp. xvii, 770, ISBN 0-521-57048-4, LCCN 97035219, OCLC 37682660.
- (DE) Geyer, C., Zuträge zur Sammlung exotischer Schmettlinge [sic]: bestehend in Bekundigung einzelner Fliegmuster neuer oder rarer nichteuropäischer Gattungen (PDF), Hübner, J., Vol. 4, Augusta, bey dem Verfasser zu finden, 1832  [1818-1837],  p. 17, DOI:10.5962/bhl.title.12439, ISBN non esistente, OCLC 19807810.
- (EN) Grimaldi, D. A.; Engel, M. S., Evolution of the insects, Cambridge [U.K.]; New York, Cambridge University Press, maggio 2005,  pp. xv + 755, ISBN 978-0-521-82149-0, LCCN 2004054605, OCLC 56057971.
- (DE) Hering, E. M., Familie: Pterothysanidae, in Seitz, A. (Ed.). Die Gross-Schmetterlinge der Erde, Vol. 10 - Die afrikanischen Spinner und Schwarmer, Stoccarda, A. Kernen, 1926,  pp. 123–125, tav. 19, ISBN non esistente, OCLC 488252732.
- (EN) Horsfield, T., A Descriptive catalogue of the lepidopterous insects contained in the Museum of the honourable East-India company, illustrated by coloured figures of new species and of the metamorphosis of Indian lepidoptera, with introductory observations on a general arrangement of this order of insects (PDF), vol. 1, Londra, Parbury, Allen, & Co., 1828-29  [1928],  p. 144, DOI:10.5962/bhl.title.65381, ISBN non esistente, OCLC 51498099.
- (DE, LA) Hübner, J., Verzeichniss bekannter Schmettlinge (PDF), Augusta, Verfasser zu Finden, 1819  [1816-1826],  pp. 431+72, ISBN non esistente, LCCN 08022995, OCLC 24336897.
- (EN) Kirby, W., A synonymic catalogue of Lepidoptera Heterocera. (Moths) (PDF), Vol. 1. Sphinges and bombyces, Londra, Gurney & Jackson, 1892,  pp. xii; 951+45, DOI:10.5962/bhl.title.9152, ISBN non esistente, OCLC 3776591.
- (DE) Kobes, L. W. B., The Callidulidae of Sumatra, in Heterocera sumatrana, Vol. 6 - Limacodidae, Ratardidae, Callidulidae, Brahmaeidae, Lasiocampidae, Gottingen, Heterocera Sumatrana Society, 1990,  pp. 101-115, ISBN 9783925055096, OCLC 488100556.
- (EN) Kristensen, N. P. (Ed.), Handbuch der Zoologie / Handbook of Zoology, Band 4: Arthropoda - 2. Hälfte: Insecta - Lepidoptera, moths and butterflies, Kükenthal, W. (Ed.), Fischer, M. (Scientific Ed.), Teilband/Part 35: Volume 1: Evolution, systematics, and biogeography, ristampa 2013, Berlino, New York, Walter de Gruyter, 1999  [1998],  pp. x, 491, ISBN 978-3-11-015704-8, OCLC 174380917.
- (FR, LA) Latreille, P. A., Encyclopédie méthodique. Histoire naturelle des animaux (PDF), Vol. 9. Entomologie, ou, Histoire naturelle des crustacés, des arachnides et des insectes, Parigi, Chez Panckoucke, Imprimeur-Libraire, 1782-1825  [1819],  p. 828, DOI:10.5962/bhl.title.82248, ISBN non esistente, OCLC 4170680.
- (EN) Moore, F., Descriptions of new Indian lepidopterous insects from the collection of the late Mr. W.S. Atkinson. Rhopalocera, by William C. Hewitson. Heterocera, by Frederic Moore. With an introductory notice by Arthur Grote (PDF), Calcutta, Asiatic Society of Bengal, 1879,  pp. xi, 299; tavv. VIII, DOI:10.5962/bhl.title.5528, ISBN non esistente, LCCN 48034117, OCLC 557932674.
- (DE) Pagenstecher, A., Callidulidae, bearbeitet von dr. Arnold Pagenstecher - Mit 19 abbildungen (PDF), collana Das Tierreich, Vol. 17, Berlino, R. Friedländer und Sohn, 1902,  p. 21, DOI:10.5962/bhl.title.1237, ISBN non esistente, LCCN 06035713, OCLC 3623513.
- (EN) Scoble, M. J., The Lepidoptera: Form, Function and Diversity, seconda edizione, London, Oxford University Press & Natural History Museum, 2011  [1992],  pp. xi, 404, ISBN 978-0-19-854952-9, LCCN 92004297, OCLC 25282932.
- (EN) Seitz, A., Family: Callidulidae, in The Macrolepidoptera of the World, Vol. 10, Stoccarda, Verlag des Seitz'schen werkes (A. Kernen), 1924,  pp. 491-496, ISBN non esistente, LCCN unk82065024, OCLC 41184004.
- (NL) Stoll, C., Pieter Cramer. Aanhangsel van het werk, De uitlandsche kapellen, voorkomende in de drie waereld-deelen : Asia, Africa en America, door den Heere Pieter Cramer, vervattende naauwkeurige afbeeldingen van Surinaamsche rupsen en poppen; als mede van veele zeldzaame en nieuwe ontdekte uitlandsche dag- en nagt-kapellen (PDF), Vol. 4, Amsterdam, Chez Nic. Th. Gravius. libraire sur le Nieuwendyk, 1781,  pp. 252+29; 400 tavv., DOI:10.5962/bhl.title.43777, ISBN non esistente, OCLC 78458052.
- (EN, LA) Walker, F., List of the specimens of lepidopterous insects in the collection of the British Museum (PDF), collana Order of the Trustees, Vol. 2, Londra, 1854  [1854-66],  p. 401, DOI:10.5962/bhl.title.58221, ISBN non esistente, OCLC 9610924.